# Солтон Сити (Калифорнија)
Солтон Сити (енгл. Salton City) насељено је место без административног статуса у америчкој савезној држави Калифорнија.

## Демографија
По попису из 2010. године број становника је 3.763, што је 2.785 (284,8%) становника више него 2000. године.
| Група             | 2000.       | 2010.         |
| Белци             | 602 (61,6%) | 1.151 (30,6%) |
| Афроамериканци    | 8 (0,8%)    | 80 (2,1%)     |
| Азијати           | 6 (0,6%)    | 61 (1,6%)     |
| Хиспаноамериканци | 318 (32,5%) | 2.368 (62,9%) |
| Укупно            | 978         | 3.763         |